# Kevin Quinn (acteur)
 (avril 2016).
Si vous disposez d'ouvrages ou d'articles de référence ou si vous connaissez des sites web de qualité traitant du thème abordé ici, merci de compléter l'article en donnant les références utiles à sa vérifiabilité et en les liant à la section « Notes et références ».
Kevin Quinn, né le 21 mai 1997 à Chicago, aux États-Unis, est un acteur américain.
Il est principalement connu pour avoir tenu rôle de Xander dans la série Camp Kikiwaka, depuis 2015. C’est d’ailleurs lui qui interprète la musique du générique. Il est également connu pour avoir tenu le rôle de Zac Chose dans le film Babysitting Night.

## Biographie
Kevin Quinn est un acteur américain né le 21 mai 1997 à Chicago, aux États-Unis. Sa mère est Tamara Quinn et son père est Brian Quinn. Il a aussi une sœur jumelle, Courtney Quinn.
Repéré lors de sa participation à la saison 12 d'American Idol, il est surtout connu pour son rôle de Xander dans la série Disney, Camp Kikiwaka.
En 2021, il tient le rôle principal avec Bailee Madison dans la comédie musicale A Week Away réalisée par Roman White (en). Le film est sorti le 26 mars 2021 sur Netflix,.

## Filmographie

### Cinéma
- 2015 : Kids and Ghosts : Rex
- 2016 : Babysitting Night : Zac Chase
- 2018 : Canal Street
- 2021 : A Week Away de Roman White (en) : Will Hawkins
- Date inconnue : Kids and Ghosts

### Courts-métrages
- 2015 : Screens

### Télévision

#### Séries télévisées
- 2011 : Disney Monstober : Xander (en tant que Kevin G. Quinn)
- 2013 : American Idol : Lui-même
- 2014 : Chicago P.D. : Nate Hansen
- 2015 : Shameless : 17 Year Old Boy
- 2015-2017 : Camp Kikiwaka : Xander / Xander McCormick